# Santos Lugares
Santos Lugares är en ort i Argentina.   Den ligger i provinsen Buenos Aires, i den centrala delen av landet, i huvudstaden Buenos Aires. Santos Lugares ligger 33 meter över havet och antalet invånare är 17 023.
Terrängen runt Santos Lugares är mycket platt. Runt Santos Lugares är det mycket tätbefolkat, med 10 000 invånare per kvadratkilometer.. Närmaste större samhälle är Buenos Aires, 15,5 km öster om Santos Lugares. 
Runt Santos Lugares är det i huvudsak tätbebyggt.